# کوه‌نگین سینه‌سبز
کوه‌نگین سینه‌سبز (نام علمی: Lampornis sybillae) گونه‌ای مرغ مگس در تبار کوه‌نگین‌تباران (Lampornithini) از زیرتیرهٔ مگس‌مرغیان (Trochilinae) است که در هندوراس و نیکاراگوئه یافت می‌شود.

## آرایه‌شناسی ورده‌بندی
کوه‌نگین سینه‌سبز گاهی با اقوام نزدیک خود گوه‌نگین گلوسبز (Lampornis viridipalens) هم‌گونه در نظر گرفته می‌شود یا ممکن است یک ابرگونه با آن تشکیل دهد. تک‌نماد است.